# Boček starší z Poděbrad
Boček starší z Poděbrad († 1417) byl český šlechtic pokračovatel poděbradské větve rodu pánů z Kunštátu.

## Život
Jeho otcem byl Boček z Kunštátu a Poděbrad. 
První písemná zmínka o Bočkovi z Poděbrad pochází z roku 1375, kdy je zmiňován v souvislosti s udělením dědictví po zemřelém otci. Roku 1377 se uvádí jako ženatý s Eliškou, které zapsal věno na Potštátu. Jako nejstarší syn zdědil většinu otcových statků a pokračoval v jeho šlépějích. Se svými bratry žil v majetkové shodě. Soustředil se zejména na dědictví ve východních Čechách. Roku 1376 mu zastavil Karel IV. hrad Lipnici za 4000 kop grošů. Boček pokračoval v koupi dalších panství (např. Rychmburk, Rychmberk) a roku 1408 koupil od svého příbuzného Erharta mladšího z Kunštátu panství hradu Bouzova. Do této smlouvy se jako kompenzační ustanovení dostal majetkový spolek a vzájemná dědičnost veškerých statků. Když kunštátská větev roku 1414 vymřela, spadla Bočkovi do klína většina těchto statků. Některé z nich si Boček ponechal, jiné prodal.
Boček patřil k významným činitelům Českého království. V letech 1377–1387 zastával funkci nejvyššího komorníka, případně podkomorníka. Po nástupu Václava IV. však dochází ke změně a Boček se s dalšími šlechtici připojil k těm, kteří nesouhlasili se způsobem vládnutí nového českého krále a založili panskou jednotu, která dokonce Václava IV. zajala. Boček se jako příznivec moravského markraběte Jošta dostal k dalším statkům a z nich plynoucím příjmům. Roku 1404 vystupuje Boček z Poděbrad poprvé ve funkci nejvyššího písaře. Téhož roku v létě byl uveden do čtyřčlenné rady, která spravovala zemi jménem krále. Roku 1415 přiložil svou pečeť pod stížný list proti upálení Jana Husa.
V tomto období začal přidělovat některé statky svým dospívajícím synům. Boček mladší obdržel Bouzov, Viktorín hrad a panství Litice, nejmladší Hynek Poděbrady. Boček starší se sám pak psal s přídomkem "z Kunštátu". Počátkem roku 1417 Boček st. z Poděbrad zemřel.
Boček měl syna Jana z Poděbrad, který se od roku 1406 uváděl "z Kosti", kterou vyženil. Zemřel však roku 1409, tedy dříve než otec. Bočkův další syn Boček mladší z Poděbrad se od roku 1416 uváděl s predikátem "z Bouzova". Další syn Viktorín z Poděbrad, který se od roku 1421 uváděl s přídomkem "z Litic", byl otcem českého krále Jiřího z Kunštátu a Poděbrad. Nejmladším synem byl Hynek, který se psal po Poděbradech. Boček starší měl též dceru Kateřinu, která působila jako klariska u sv. Františka v Praze.